# The Mysterious Hand (film, 1914)
Pour les articles homonymes, voir The Mysterious Hand.
The Mysterious Hand est un film muet américain réalisé par Francis Ford et sorti en 1914.

## Fiche technique
- Réalisation : Francis Ford
- Scénario : Grace Cunard
- Durée : 30 minutes
- Date de sortie :  États-Unis : 24 octobre 1914

## Distribution
- Grace Cunard : Lady Raffles
- Francis Ford : Phil Kelly
- Arthur Moon
- Duke Worne
- Victor Goss